# Gerald Drummond
Gerald David Drummond Hernández (* 5. September 1994 in San José) ist ein costa-ricanischer Hürdenläufer, der sich auf die 400-Meter-Distanz spezialisiert hat und über diese Distanz aktuell Inhaber des Landesrekordes ist.

## Sportliche Laufbahn
Erste internationale Erfahrungen sammelte Gerald Drummond im Jahr 2010, als er bei den Junioren-Zentralamerikameisterschaften in Panama-Stadt in 55,79 s die Bronzemedaille über 400 Meter Hürden gewann und mit der costa-ricanischen Sprintstaffel (1000 m) in 1:59,12 min die Goldmedaille gewann. Anschließend belegte er bei den Zentralamerika- und Karibik-Juniorenmeisterschaften in Santo Domingo in 56,35 s den vierten Platz über 400 Meter Hürden und schied im 110-Meter-Hürdenlauf mit 14,19 s im Vorlauf aus. Daraufhin nahm er an den erstmals ausgetragenen Olympischen Jugendspielen in Singapur teil und gelangte dort mit 54,83 s auf den fünften Platz im B-Finale über 400 Meter Hürden. Im Jahr darauf schied er bei den Jugendweltmeisterschaften nahe Lille mit 22,55 s in der ersten Runde im 200-Meter-Lauf aus und erreichte über 400 Meter Hürden das Halbfinale, in dem er mit 54,65 s ausschied. 2012 siegte er in 52,49 s bei den Zentralamerika-Juniorenmeisterschaften in San Salvador im Hürdenlauf und siegte in 3:13,51 min auch in der 4-mal-400-Meter-Staffel. Anschließend gewann er mit der Staffel in 3:12,42 min auch bei den Zentralamerikameisterschaften in Managua die Goldmedaille und sicherte sich über 400 Meter Hürden in 53,33 s die Silbermedaille. Bei den Zentralamerika- und Karibik-Juniorenmeisterschaften in San Salvador schied er mit 54,07 s im Vorlauf aus und gelangte im Staffelbewerb mit 3:13,92 min auf Rang fünf. Im Juli kam er dann bei den Juniorenweltmeisterschaften in Barcelona mit 53,46 s nicht über die Vorrunde hinaus. Im Jahr darauf gewann er bei den Zentralamerikaspielen in San José in 21,07 s die Bronzemedaille im 200-Meter-Lauf hinter dem Panamaer Alonso Edward und Rolando Palacios aus Honduras und über 400 Meter Hürden gewann er in 51,44 s die Silbermedaille hinter Kenneth Medwood aus Belize. Zudem siegte er mit der Staffel in 3:11,15 min. Anschließend siegte er bei den Zentralamerika- und Karibik-Juniorenmeisterschaften ebendort in 21,69 s und 48,72 s über 200 und 400 Meter und gewann in 54,15 s die Silbermedaille im Hürdenlauf und sicherte sich mit der Staffel in 3:18,17 min die Goldmedaille. Bei den Zentralamerikameisterschaften in Managua gewann er in 52,55 s die Silbermedaille über 400 Meter Hürden und siegte in 3:13,40 min im Staffelbewerb. Daraufhin schied er bei den Zentralamerika- und Karibik-Meisterschaften in Morelia mit 52,53 s im Vorlauf aus und gelangte mit der Staffel mit 3:08,77 min auf Rang sechs. Bei den Panamerikanischen Juniorenmeisterschaften in Medellín belegte er in 51,80 s den fünften Platz. 2014 siegte er bei den Zentralamerikameisterschaften in Tegucigalpa in 47,20 s und 50,78 s im 400-Meter-Lauf sowie über 400 Meter Hürden und auch mit der Staffel gewann er in 3:20,17 min die Goldmedaille. Anschließend belegte er bei den Ibero-Amerikanischen Meisterschaften in São Paulo in 50,41 s den vierten Platz im Hürdenlauf und gewann dann bei den U23-NACAC-Meisterschaften in Kamloops in 51,05 s die Bronzemedaille hinter den US-Amerikanern Trevor Brown und Michael Stigler und auch mit der Staffel sicherte er sich in 3:14,29 min die Bronzemedaille hinter den Vereinigten Staaten und Kanada. Ende November klassierte er sich bei den Zentralamerika- und Karibikspielen in Xalapa mit 50,72 s auf dem fünften Platz und gelangte auch im Staffelbewerb mit 3:08,02 min auf Rang fünf.
2015 nahm er an der Sommer-Universiade in Gwangju teil und schied dort mit 53,35 s im Halbfinale über 400 Meter Hürden aus und verpasste mit der 4-mal-400-Meter-Staffel mit 3:19,34 min den Finaleinzug. Anschließend kam er bei den Panamerikanischen Spielen in Toronto mit 53,47 s nicht über den Vorlauf hinaus und belegte mit der Staffel in 3:05,21 min den achten Platz. Bei den NACAC-Meisterschaften in San José gelangte er mit 50,63 s auf Rang sieben im Hürdenlauf und wurde mit der Staffel in 3:07,34 min Sechster. Im Jahr darauf schied er bei den Ibero-Amerikanischen Meisterschaften in Rio de Janeiro mit 52,05 s in der Vorrunde aus und anschließend siegte anschließend in 3:12,08 min mit der Staffel bei den Zentralamerika- und Karibikmeisterschaften in San Salvador. Zudem belegte er bei den U23-NACAC-Meisterschaften ebendort in 53,02 s den achten Platz. 2017 siegte er in 46,76 s über 400 Meter bei den Zentralamerikameisterschaften in Tegucigalpa und gewann in 51,43 s auch die Goldmedaille über 400 Meter Hürden. Anschließend schied er bei den Studentenweltspielen in Taipeh mit 52,22 s in der ersten Runde aus und im Dezember gewann er bei den Zentralamerikaspielen in Managua in 47,13 s die Silbermedaille über 400 Meter hinter seinem Landsmann Nery Brenes und wurde über die Hürden disqualifiziert. Zudem siegte er in 3:13,98 min in der 4-mal-400-Meter-Staffel. Im Jahr darauf siegte er in 49,85 s über die Hürden bei den Zentralamerikameisterschaften in Guatemala-Stadt und siegte dort in 3:12,23 min auch im Staffelbewerb. Anschließend klassierte er sich bei den CAC-Spielen in Barranquilla mit 49,94 s auf dem sechsten Platz und erreichte auch im Staffelbewerb mit 3:08,31 min Rang sechs. Im August schied er bei den NACAC-Meisterschaften in Toronto mit 50,65 s in der Vorrunde aus und anschließend gewann er bei den Ibero-Amerikanischen Meisterschaften in Trujillo in 49,80 s die Silbermedaille hinter dem Brasilianer Márcio Teles.
2019 siegte er in 50,16 s über 400 Meter Hürden bei den Zentralamerikameisterschaften in Managua und sicherte sich in 46,71 s die Silbermedaille über 400 Meter und siegte in 3:13,00 min in der 4-mal-400-Meter-Staffel. Anschließend kam er bei den Panamerikanischen Spielen in Lima mit 50,35 s nicht über die Vorrunde im Hürdenlauf hinaus. Im Jahr darauf gewann er bei den Zentralamerikameisterschaften in San José in 47,03 s die Silbermedaille über 400 Meter hinter dem Guatemalteken José Humberto Bermúdez und über 400 Meter Hürden musste er sich in 51,19 s dem Salvadorianer Pablo Andrés Ibáñez geschlagen geben. 2021 siegte er in 49,47 s beim NACAC New Life Invitational und gewann daraufhin in 49,31 s die Goldmedaille bei den Zentralamerikameisterschaften in San José und siegte dort in 3:19,86 min auch im Staffelbewerb. Daraufhin nahm er an den Olympischen Sommerspielen in Tokio teil und schied dort mit 49,92 s in der ersten Runde aus. Im Jahr darauf siegte er mit neuem Landesrekord von 48,87 s bei den Ibero-Amerikanischen Meisterschaften in La Nucia und siegte in 49,43 s beim Meeting Iberoamericano, ehe er bei den Weltmeisterschaften in Eugene mit 49,37 s im Halbfinale ausschied. Daraufhin gelangte er bei den NACAC-Meisterschaften in Freeport mit 48,88 s auf Rang vier. 2023 siegte er mit neuem Landesrekord von 48,11 s bei den Zentralamerikameisterschaften in San José und anschließend belegte er bei den Zentralamerika- und Karibikspielen in San Salvador in 49,62 s den vierten Platz. Im August schied er bei den Weltmeisterschaften in Budapest mit 49,31 s im Halbfinale aus und im November wurde er bei den Panamerikanischen Spielen in Santiago de Chile im Vorlauf disqualifiziert. Im Jahr darauf siegte er in 48,56 s beim Prefontaine Classic und im August schied er bei den Olympischen Sommerspielen in Paris mit 48,68 s im Semifinale aus.
In den Jahren 2017 und 2018 sowie 2023 und 2024 wurde Drummond costa-ricanischer Meister im 400-Meter-Hürdenlauf sowie 2021 über 400 Meter.

## Persönliche Bestleistungen
- 200 Meter: 21,13 s (−0,9 m/s), 10. Juli 2016 in Medellín
- 400 Meter: 46,09 s, 12. Mai 2019 in Heredia
- 400 Meter Hürden: 48,11 s, 6. Mai 2023 in San José (costa-ricanischer Rekord)